# 西晉平州行政區劃
西晉泰始十年（274年）分幽州的遼東地區5郡設置平州。州治所在襄平縣（今遼寧省遼陽市）。範圍在今遼寧省鐵嶺、新民、朝陽以南及撫順、丹東以西，北朝鮮一部分。後於東晉初年為鮮卑人慕容為鮮卑族慕容部的首領慕容廆控制此地。

## 郡級行政區
昌黎郡
曹魏舊郡，郡治昌黎縣（今遼寧省義縣），領昌黎、賓徒2縣。
遼東郡
曹魏舊郡，郡治襄平縣（今遼寧省遼陽市），領襄平、汶、安市、新昌、西安平、北豐、平郭、東沓、遼隊9縣。西晉時北豐、平郭、東沓、遼隊4縣已不可考証，增置居就、樂就、力城3縣（不詳何時）。咸寧三年（277年）封齊王司馬攸之子司馬蕤為遼東王，遼東郡改為遼東國，太康四年（283年）徙封東萊王，廢國為郡。西晉末領襄平、汶、安市、新昌、西安平、居就、樂就、力城8縣。
玄菟郡
曹魏舊郡，郡治高句驪縣（今遼寧省遼陽市東），領高句麗、望平、高顯3縣。
樂浪郡
曹魏舊郡，郡治朝鮮縣（今朝鮮平壤市），領朝鮮、屯有、渾彌、遂城、鏤方、駟望6縣。
帶方郡
曹魏舊郡，郡治帶方縣（朝鮮沙里院市南），領帶方、列口、南新（原名昭明）、長岑、提奚、含資、海冥7縣。

## 縣級行政區
| 平州（州治：襄平縣）                                                                            |          |          |                                      |                                |                                            |
| 說明：本表為西晉建興四年（316年）平州各郡所轄的縣份；以深灰色表示者，為曾經建置，後來廢除的縣份 |          |          |                                      |                                |                                            |
| 郡名 （縣數）                                                                                   | 郡治     | 縣名     | 今地位置(2012年12月)                 | 隸屬郡國                       | 備注                                       |
| 昌黎郡 （2）                                                                                    | 昌黎縣   | 昌黎縣   | 今遼寧省義縣                         | 昌黎郡(265-316)                |                                            |
| 昌黎郡 （2）                                                                                    | 昌黎縣   | 賓徒縣   | 今遼寧省錦州市北                     | 昌黎郡(265?-316)               | 疑晉時置縣。                               |
| 遼東郡 （8）                                                                                    | 襄平縣   | 襄平縣   | 今遼寧省遼陽市                       | 遼東郡(265-316，遼東國277-283) |                                            |
| 遼東郡 （8）                                                                                    | 襄平縣   | 汶縣     | 今遼寧省營口市                       | 遼東郡(265-316，遼東國277-283) |                                            |
| 遼東郡 （8）                                                                                    | 襄平縣   | 安市縣   | 今遼寧省營口市東北                   | 遼東郡(265-316，遼東國277-283) |                                            |
| 遼東郡 （8）                                                                                    | 襄平縣   | 新昌縣   | 今遼寧省海城市東北                   | 遼東郡(265-316，遼東國277-283) |                                            |
| 遼東郡 （8）                                                                                    | 襄平縣   | 西安平縣 | 今遼寧省丹東市                       | 遼東郡(265-316，遼東國277-283) |                                            |
| 遼東郡 （8）                                                                                    | 襄平縣   | 居就縣   | 今遼寧省鞍山市東南                   | 遼東郡(？-316，遼東國277-283)  | 晉時置縣。                                 |
| 遼東郡 （8）                                                                                    | 襄平縣   | 樂就縣   | 疑在今遼寧省遼東半島一帶             | 遼東郡(？-316，遼東國277-283)  | 晉時置縣。                                 |
| 遼東郡 （8）                                                                                    | 襄平縣   | 力城縣   | 疑在今遼寧省遼東半島一帶             | 遼東郡(？-316，遼東國277-283)  | 晉時置縣。                                 |
| 遼東郡 （8）                                                                                    | 襄平縣   | 北豐縣   | 今遼寧省瓦房店市                     | 遼東郡(？)                     | 無考縣份。                                 |
| 遼東郡 （8）                                                                                    | 襄平縣   | 平郭縣   | 今遼寧省蓋州市                       | 遼東郡(？)                     | 無考縣份。                                 |
| 遼東郡 （8）                                                                                    | 襄平縣   | 東沓縣   | 今遼寧省普蘭店市                     | 遼東郡(？)                     | 無考縣份。                                 |
| 遼東郡 （8）                                                                                    | 襄平縣   | 遼隧縣   | 今遼寧省海城市                       | 遼東郡(？)                     | 無考縣份。                                 |
| 玄菟郡 （3）                                                                                    | 高句麗縣 | 高句驪縣 | 今遼寧省瀋陽市東                     | 玄菟郡(265-316)                |                                            |
| 玄菟郡 （3）                                                                                    | 高句麗縣 | 望平縣   | 今遼寧省瀋陽市西                     | 玄菟郡(265-316)                |                                            |
| 玄菟郡 （3）                                                                                    | 高句麗縣 | 高顯縣   | 今遼寧省鐵嶺市                       | 玄菟郡(265-316)                |                                            |
| 樂浪郡 （6）                                                                                    | 朝鮮縣   | 朝鮮縣   | 今朝鮮平壤市城區                     | 樂浪郡(265-316)                |                                            |
| 樂浪郡 （6）                                                                                    | 朝鮮縣   | 屯有縣   | 今朝鮮黃海北道黃州郡                 | 樂浪郡(265-316)                |                                            |
| 樂浪郡 （6）                                                                                    | 朝鮮縣   | 渾彌縣   | 今朝鮮平安南道安州市東南             | 樂浪郡(265-316)                |                                            |
| 樂浪郡 （6）                                                                                    | 朝鮮縣   | 遂城縣   | 今朝鮮平壤市西                       | 樂浪郡(265-316)                |                                            |
| 樂浪郡 （6）                                                                                    | 朝鮮縣   | 鏤方縣   | 今朝鮮平安南道陽德郡                 | 樂浪郡(265-316)                |                                            |
| 樂浪郡 （6）                                                                                    | 朝鮮縣   | 駟望縣   | 今朝鮮平壤市東北                     | 樂浪郡(265-316)                |                                            |
| 帶方郡 （7）                                                                                    | 帶方縣   | 帶方縣   | 今朝鮮黃海北道沙里院市南             | 帶方郡(265-316)                |                                            |
| 帶方郡 （7）                                                                                    | 帶方縣   | 列口縣   | 今朝鮮黃海南道殷栗郡大同江入海口南岸 | 帶方郡(265-316)                |                                            |
| 帶方郡 （7）                                                                                    | 帶方縣   | 南新縣   | 今朝鮮黃海南道信川郡北               | 帶方郡(265-316)                | 曹魏為昭明縣，晉時避晉文帝司馬昭名諱改名。 |
| 帶方郡 （7）                                                                                    | 帶方縣   | 長岑縣   | 今朝鮮黃海南道長淵郡北               | 帶方郡(265-316)                |                                            |
| 帶方郡 （7）                                                                                    | 帶方縣   | 提奚縣   | 今朝鮮黃海北道平山郡西南             | 帶方郡(265-316)                |                                            |
| 帶方郡 （7）                                                                                    | 帶方縣   | 含資縣   | 今朝鮮黃海北道瑞興郡                 | 帶方郡(265-316)                |                                            |
| 帶方郡 （7）                                                                                    | 帶方縣   | 海冥縣   | 今朝鮮黃海南道海州市一帶             | 帶方郡(265-316)                |                                            |

## 出處
1. ↑  《晉書》卷3〈武帝紀〉：「〔泰始十年〕二月，分幽州五郡置平州。」卷14〈地理志上〉：「咸寧二年十月，分昌黎、遼東、玄菟、帶方、樂浪等郡國置平州。」

### 書籍
- 吳增僅，《三國郡縣表》，上海：開明書局，1937
- 李錫甫，《漢晉城陽郡沿革考》，國立編譯館館刊第6卷第一期，1977
- 劉琳，《華陽國志校注》，成都：巴蜀書社，1984
- 李曉杰，《東漢政區地理》，北京：人民出版社，1987
- 胡阿祥，《六朝疆域與政區研究》（增訂本），北京：學苑出版社，2005
- 錢儀吉、楊晨，《三國會要》，上海：上海古籍出版社，2006
- 陳健梅，《孫吳政區地理研究》，長沙：岳麓書社，2007
- 孔祥軍，《三國政區地理研究》，南京：南京大學歷史系，2007
- 任乃強，《華陽國志校補圖注》，上海：上海古籍出版社，2009
- 孔祥軍，《晉書地理志校注》，北京：新世界出版社，2012
- 胡阿祥、孔祥軍、徐成合著，《中國行政區劃通史·三國兩晉南朝卷》，上海：復旦大學出版社，2014
- 范曄，《後漢書》，維基文庫
- 房玄齡，《晉書》，維基文庫
- 沈約，《宋書》，維基文庫
- 魏收，《魏書》，維基文庫
- 李吉甫，《元和郡縣圖志》，維基文庫
- 樂史，《太平寰宇記》，維基文庫
- 歐陽忞，《輿地廣記》，維基文庫
- 酈道元，《水經注》，維基文庫